# Астипалеја (митологија)
Астипалеја (грч. Αστυπάλαια) је у грчкој митологији била епонимна хероина Астипалеје.

## Митологија
Била је кћерка Феникса и Перимеде, Европина сестра. Са Посејдоном је имала сина Анкаја, краља Самоса и Еурипила, краља острва Кос. Према њој је једно од острва Спорада добило назив.